# Steller-tengeritehén
A Steller-tengeritehén (Hydrodamalis gigas) az emlősök (Mammalia) osztályának tengeritehenek (Sirenia) rendjébe, ezen belül a dugongfélék (Dugongidae) családjába tartozó kihalt faj.
A fajról az első – és egyetlen – részletes leírás egy hajótörést szenvedett orvos és természetbúvár, Georg Wilhelm Steller tollából származott, aki megfigyeléseit 1741-ben közölte. A híradás nyomán a helyszínre érkező hajók legénysége húsáért és zsírjáért gátlástalanul öldöste a tengeri teheneket. Steller leírása után mindössze 27 évvel az utolsó példányt is megszigonyozták, ezzel mindörökre eltüntetve a fajt a Földről.

## Előfordulása
A tengeritehén a Parancsnok-szigetek körüli sekély, hideg vizek lakója volt. Csontjait megtalálták a Csendes-óceán északi részének partvidékén, ahol gyakori lehetett, délen Japánig és Kaliforniáig húzódott elterjedésének határa. Az utolsó populáció kiirtásának gyorsaságát alapul véve valószínűnek tartják, hogy eredeti elterjedési területéről a bennszülött vadászok irtották ki. Az is felmerült, hogy közvetett módon a tengeri vidrák (Enhydra lutris) számának megcsappanása is szerepet játszott a faj egyes területekről történt eltűnésében. A tengeri vidrákra szintén a bennszülöttek vadásztak, és ahol megfogyatkoztak, ott nagyon elszaporodtak a tengerisünök (Echinoidea), amelyek a tengeritehén táplálékát hozzáférhetetlenné tették. Valójában a bennszülöttek csak kis területeken irtották ki a vidrákat, a tengeritehén könnyű zsákmány volt a számukra, és valószínűleg a vidrák vadászata nélkül is teljesen kipusztították volna a fajt mindazon területekről, ahol hozzáfértek. Ezért volt lehetséges, hogy amikor Steller felfedezte a fajt, már csak lakatlan szigetek környékén volt megtalálható, és a kihalás szélére sodródott.

## Megjelenése
Hossza elérte a 8-9 métert, testtömege a 8-10 tonnát.

## Életmódja
Az erősen hullámzó tengerben a szikláktól és a jégtábláktól 3 centiméter vastag bőre és 20 centiméteres zsírréteg védte, egyben jó hőszigetelést is biztosítva. A nagy mennyiségű zsír felhajtóereje miatt az állat valószínűleg nem volt képes mélyre merülni (bár ezt némiképp ellensúlyozták a rendkívül nehéz, tömör csontok), és a felszín közelében található moszatokat fogyasztotta. Mivel fogai nem voltak, táplálékát az állkapcsok mélyen barázdált szarulemezeivel őrölte meg.

## Képek

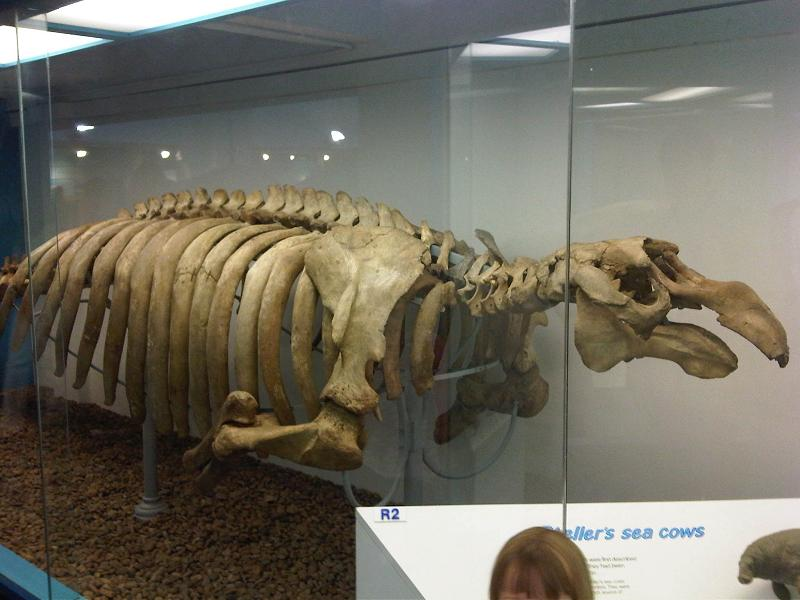
Csontváza oldalról
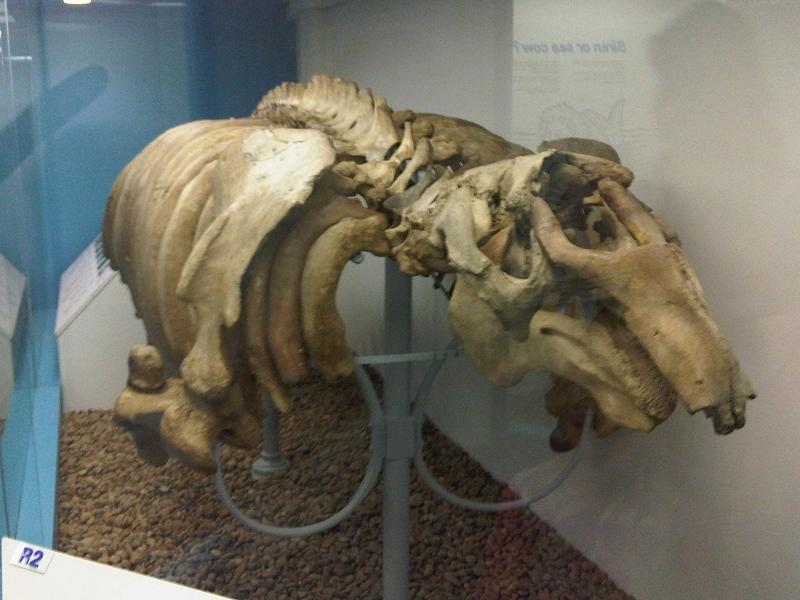
és kissé szemből
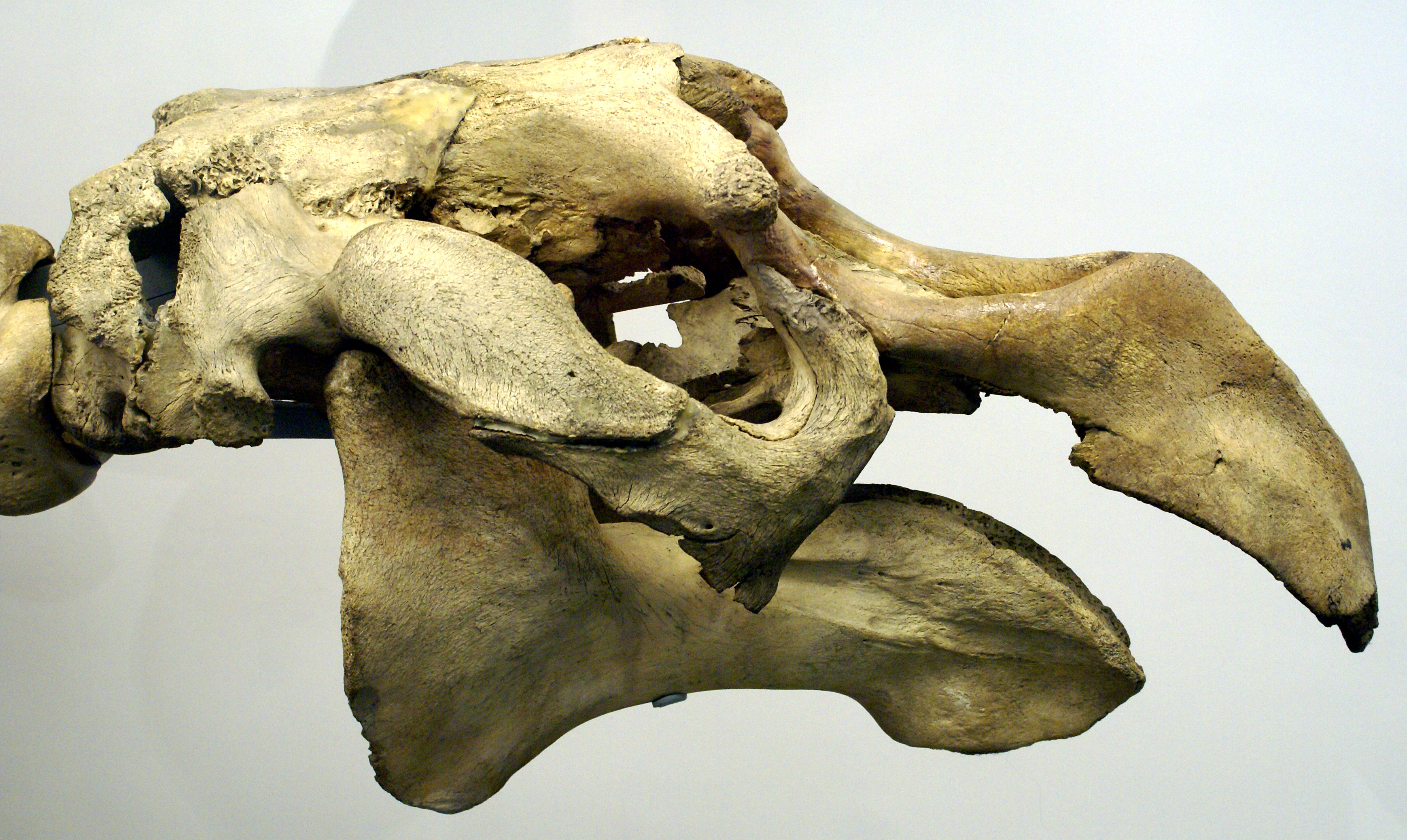
Koponyája
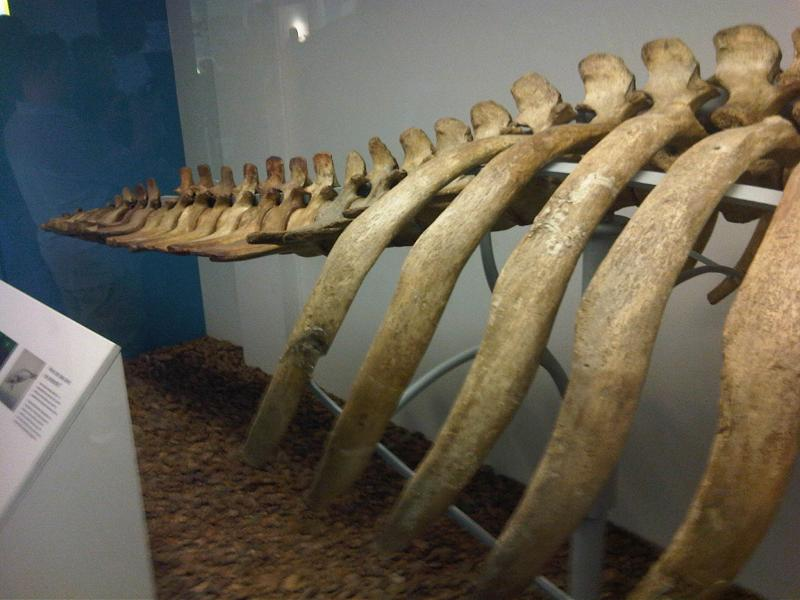
Gerince és bordái